# Alcalá Galiano (AG)
El destructor Alcalá Galiano (AG) fue un buque de la Armada Española perteneciente a la 1.ª serie de la clase Churruca que participó en la guerra civil en defensa de la Segunda República Española.

## Historial
El Alcalá Galiano fue puesto en quilla el 15 de mayo de 1929 y botado ese mismo año. Fue entregado a la Armada el 23 de septiembre de 1931 en un acto presidido por el ministro de Marina Santiago Casares Quiroga.
El 1 de noviembre de 1934, fue encarcelado a bordo el presidente de la República Manuel Azaña.

### Guerra civil
Al inicio de la contienda se le retiró el número de gallardete de las amuras de proa.
El Alcalá Galiano fue el único buque que intentó interceptar el convoy de militares sublevados contra la República del 5 de agosto de 1936 pero fue rechazado por el cañonero Dato, el torpedero T-19 y por una escuadrilla de seis aviones de la aviación sublevada. El convoy salió de Ceuta a las 16:45 h transportando 1 600 hombres con destino a Algeciras. Al intentar cortarle el paso el Alcalá Galiano, el Dato, que apoya la operación, junto a 19 aviones, lo bombardean y le hacen desistir. Entre los buques del bando nacional se encontraban los buques de apoyo Ciudad de Algeciras, Ciudad de Ceuta y Vapor Arango y el guardacostas (un arrastrero armado) de la clase UAD Uad Kert.
Posteriormente, participó en labores de escolta de convoyes en el Mediterráneo. El 12 de agosto de 1937 el Churruca y el Alcalá Galiano fueron atacados por el submarino legionario italiano Jalea.
En junio de 1937, el transatlántico Magallanes procedente de México, al mando del capitán Manuel Morales Muñoz, abordó al Alcalá Galiano que intentaba impedirle el paso hacia el Mediterráneo Oriental, y más tarde fue gravemente averiado por bombas lanzadas el 5 de marzo de 1939 tras un bombardeo por parte de 5 trimotores Savoia-Marchetti SM.79, en el que también resultaron dañados los destructores Sánchez Barcáiztegui (SB) y Lazaga en Cartagena.

## Posguerra
Finalizada la guerra recuperó su identicación (AG) en el casco, aunque en posición más retrasada, bajo el puente de mando.A partir de 1941 fue armado como torpedero (N° 34) hasta 1952, donde tomaría el numeral D-2 (como destructor) y pasando a la reserva en 1957. Fue dado de baja en la Armada en junio de 1957.

### Buques de la clase
- ARA Cervantes
- ARA Juan de Garay
- Sánchez Barcáiztegui
- José Luis Díez
- Almirante Ferrándiz
- Lepanto
- Churruca
- Almirante Valdés
- Almirante Antequera
- Almirante Miranda
- Císcar
- Escaño
- Gravina
- Jorge Juan
- Ulloa

### Buques similares
- Clase Scott

### Listas relacionadas
- Anexo:Destructores de España